# Conor McLaughlin
Conor Gerard McLaughlin (Belfast, 26 de juliol de 1991) és un exfutbolista professional nord-irlandès que jugava com a defensa.

## Carrera esportiva

### Carrera de club

#### Preston North End
Nascut a Belfast, McLaughlin va esdevenir professional amb el Preston North End FC el gener de 2010. Va debutar amb el Preston el 12 de novembre de 2010, en una derrota per 0–2 contra el Hull City. El desembre de 2010, McLaughlin va ampliar el seu contracte amb el Preston fins al 2013. Fou cedit per dos mesos a l'Shrewsbury Town el març de 2011.
El maig de 2012 entrà a la llista de traspassos del club.

#### Fleetwood Town
McLaughlin va fitxar pel Fleetwood Town FC provinent del Preston North End FC el 20 de juliol de 2012. Va signar un nou contracte per tres anys amb el club el juny de 2014. Va marcar el seu primer gol (el primer de la seva carrera) a la Lliga anglesa de futbol el febrer de 2015.

### Carrera internacional
McLaughlin va jugar en categories inferiors representant Irlanda del Nord.
Fou convocat per primer cop per jugar amb la selecció absoluta l'octubre de 2011, i hi va debutar aquell mateix mes, en una derrota per 0–3 contra Itàlia l'11 d'octubre de 2011.
McLaughlin va jugar el seu primer partit com a titular amb la selecció a l'Eurocopa 2016 contra Polònia.

## Estadístiques
A 8 maig 2016
| Club                    | Temporada     | Lliga   | Lliga | FA Cup  | FA Cup | Copa de la Lliga | Copa de la Lliga | Altres  | Altres | Total   | Total |
| Club                    | Temporada     | Partits | Gols  | Partits | Gols   | Partits          | Gols             | Partits | Gols   | Partits | Gols  |
| ----------------------- | ------------- | ------- | ----- | ------- | ------ | ---------------- | ---------------- | ------- | ------ | ------- | ----- |
| Preston North End FC    | 2010–11       | 7       | 0     | 1       | 0      | 0                | 0                | 0       | 0      | 8       | 0     |
| Preston North End FC    | 2011–12       | 17      | 0     | 2       | 0      | 0                | 0                | 1       | 0      | 20      | 0     |
| Preston North End FC    | Total         | 24      | 0     | 3       | 0      | 0                | 0                | 1       | 0      | 28      | 0     |
| Shrewsbury Town (cedit) | 2011–12       | 4       | 0     | 0       | 0      | 0                | 0                | 0       | 0      | 4       | 0     |
| Fleetwood Town FC       | 2012–13       | 19      | 0     | 1       | 0      | 1                | 0                | 0       | 0      | 21      | 0     |
| Fleetwood Town FC       | 2013–14       | 35      | 0     | 3       | 0      | 0                | 0                | 9       | 1      | 47      | 1     |
| Fleetwood Town FC       | 2014–15       | 39      | 1     | 1       | 0      | 1                | 0                | 0       | 0      | 41      | 1     |
| Fleetwood Town FC       | 2015–16       | 37      | 2     | 1       | 0      | 1                | 0                | 1       | 0      | 40      | 2     |
| Fleetwood Town FC       | Total         | 130     | 3     | 6       | 0      | 3                | 0                | 10      | 1      | 149     | 4     |
| Total carrera           | Total carrera | 158     | 3     | 9       | 0      | 3                | 0                | 11      | 1      | 191     | 4     |